# Francisco Ginella
Francisco Ginella Dabezies (ur. 21 stycznia 1999 w Montevideo) – urugwajski piłkarz pochodzenia włoskiego występujący na pozycji środkowego lub defensywnego pomocnika, od 2022 roku zawodnik Nacionalu.